# Michelangelo Gasparini
Michelangelo Gasparini, auch Michel Angelo Gasparini (um 1670 in Lucca – um 1732 in Venedig) war ein italienischer Opernsänger (Countertenor), Gesangspädagoge und Komponist.

## Leben
Gasparini studierte Komposition bei Antonio Lotti und wirkte hauptsächlich in Venedig. Dort sang er auch im Januar 1697 die Rollen des Decio und des Geminio in der Venezianischen Erstaufführung des Tito Manlio von Matteo Noris (Libretto) und Carlo Francesco Pollarolo (Musik).
In Venedig eröffnete er auch eine Gesangsschule. Eine seiner Schülerinnen war Faustina Bordoni. Zudem komponierte er fünf Opern, die alle in Venedig aufgeführt wurden, sowie das Oratorium Santa Vittoria, Kammermusik, Kantaten und weitere Vokalwerke.

## Werke
- 1695: Il principe selvaggio
- 1714: Rodomonte sdegnate
- 1718: Arsace
- 1719: Lamano
- 1724: Il più fedel tra gl’ amici